# Киселёв, Владимир Александрович (Герой Советского Союза)
Владимир Александрович Киселёв (19 июля 1909 — 12 февраля 1988) — участник Великой Отечественной войн (в годы Великой Отечественной войны — командир батальона 101-го гвардейского стрелкового полка 35-й гвардейской стрелковой дивизии 8-й гвардейской армии 1-го Белорусского фронта), Герой Советского Союза (1945), гвардии майор.

## Биография
Родился 19 июля 1909 года в деревне Гридино ныне Вяземского района Смоленской области в семье рабочего. Русский. Член ВКП(б)/КПСС с 1948 года. Окончил 7 классов школы в городе Вязьме, переехал с родителями в город Кузнецк Пензенской области. В 1928 году окончил техникум кожевенной промышленности в Москве. Работал техником в объединении «Союзкожа» в городе Самаре.
В 1930 году добровольцем ушел в Красную Армию. В 1933 году окончил Киевское военное пехотное училище, служил в пограничных войсках. В 1938 году окончил курсы усовершенствования командного состава.
На фронте в Великую Отечественную войну с сентября 1941 года. Участвовал в обороне Москвы, освобождал родную Смоленщину, с мая 1944 года сражался на 1-м Белорусском фронте.
Гвардии майор Киселёв отличился в боях за освобождение Польши. При прорыве полосы обороны противника на западном берегу Вислы гвардии майор Киселёв со своим стрелковым батальоном находился на направлении главного удара. 14-15 января 1945 года батальон Киселёва с малыми потерями прорвал глубоко эшелонированную оборону противника в районе населенных пунктов Гловачув и Леженице, продвинулся на 9 км и занял населенные пункты Подмсьце и Бжуза (Польша). Более 200 солдат и офицеров потерял противник в бесплодных контратаках. Умело командуя приданными батальону танками и артиллерией, Киселёв продолжал двигаться вперед. Будучи раненным, он не покинул поля боя, продолжая руководить подразделениями. Батальон вышел к реке Радомке и под покровом темноты форсировал её. Попытки противника остановить наши войска на этом рубеже были сорваны. Батальон выполнил боевой приказ и своим стремительным наступлением обеспечил быстрое продвижение соседних подразделений. В ходе боев воины батальона уничтожили более 20 пулеметов, много другой боевой техники и живой силы противника, захватили 3 тяжелые ракетные установки, 3 орудия и 6 складов и другие трофеи.
Указом Верховного Совета СССР от 27 февраля 1945 года за образцовое выполнение заданий командования и проявленные мужество и героизм в боях с немецко-фашистскими захватчиками гвардии майору Киселёву Владимиру Александровичу присвоено звание Героя Советского Союза с вручением ордена Ленина и медали «Золотая Звезда» (№ 5949).
После непродолжительного лечения майор Киселёв был снова в боях. Он форсировал Одер, сражался на улицах Берлина. Здесь в последние дни Великой Отечественной войны он был тяжело ранен, а после выздоровления в ноябре 1946 года демобилизовался из армии.
Приехал жить в город Кузнецк Пензенской области. В 1950 году окончил институт лёгкой промышленности. Работал председателем партийной комиссии при горкоме КПСС. Умер 12 февраля 1988 года.

## Награды
- Медаль «Золотая Звезда» Героя Советского Союза.
- Орден Ленина.
- Орден Отечественной войны 1 степени.
- Орден Отечественной войны 1 степени.
- Орден Отечественной войны 2 степени.
- Орден Красной Звезды.
- Медали.

## Память
- Похоронен в Кузнецке[1].
- В 1995 году в городе Кузнецке в Сквере Героев установлен бюст Владимира Александровича Киселёва. Позднее, все бюсты Героев Советского Союза перенесены на мемориальный комплекс Холм воинской славы.
- В городе Вязьма на фасаде школы установлена мемориальная доска[2].